# Nova Kapela
 Ovo je glavno značenje pojma Nova Kapela. Za druga značenja pogledajte Nova Kapela (razdvojba).
Nova Kapela je općina u Hrvatskoj, u Brodsko-posavskoj županiji.

## Zemljopis
Općina Nova Kapela nalazi se u južnom dijelu Slavonije. Ustrojbeno pripada Brodsko-posavskoj županiji. Uvjetno bi se mogla podijeliti u tri cjeline i to sjeverni brdski dio na južnim obroncima Požeške gore, gdje graniči s Požeško-slavonskom županijom, središnji dio koji se nalazi uz državnu cestu Nova Gradiška - Slavonski Brod u kojem je i najveća gustoća naseljenosti te ravničarski ili posavski dio koji se na jugu proteže do rijeke Save odnosno do državne granice s Republikom Bosnom i Hercegovinom. Na zapadnom dijelu općina graniči s općinom Staro Petrovo Selo i Davor, a na istoku s općinom Oriovac.

## Stanovništvo
Prema popisu stanovništva iz 2001. godine u općini Nova Kapela živjelo je 5118 stanovnika, raspoređenih u 12 naselja.
- Batrina                1096
- Bili Brig              344
- Donji Lipovac          295
- Dragovci               495
- Gornji Lipovac         132
- Magić Mala             487
- Nova Kapela           1004
- Pavlovci                69
- Seoce   375
- Siče                   389
- Srednji Lipovac        407
- Stara Kapela            25

Prema popisu stanovništva iz 2021. godine u općini Nova Kapela živjelo je 3393 stanovnika, raspoređenih u 12 naselja.
- Batrina                861
- Bili Brig              217
- Donji Lipovac          184
- Dragovci               264
- Gornji Lipovac         59
- Magić Mala             327
- Nova Kapela            777
- Pavlovci                23
- Seoce   219
- Siče                   237
- Srednji Lipovac        213
- Stara Kapela            12

| broj stanovnika | 3826  | 3982  | 3927  | 4730  | 5273  | 6354  | 6364  | 6959  | 7679  | 7692  | 7509  | 6890  | 6033  | 5689  | 5118  | 4227  | 3393  |
|                 | 1857. | 1869. | 1880. | 1890. | 1900. | 1910. | 1921. | 1931. | 1948. | 1953. | 1961. | 1971. | 1981. | 1991. | 2001. | 2011. | 2021. |

| broj stanovnika | 264   | 332   | 368   | 534   | 640   | 761   | 708   | 857   | 980   | 998   | 930   | 922   | 911   | 1018  | 1004  | 907   | 777   |
|                 | 1857. | 1869. | 1880. | 1890. | 1900. | 1910. | 1921. | 1931. | 1948. | 1953. | 1961. | 1971. | 1981. | 1991. | 2001. | 2011. | 2021. |

## Uprava
- Ivan Šmit - načelnik

## Gospodarstvo
Najveća tvrtka je Metaloplast iz Batrine koja zapošljava četrdesetak ljudi i bavi se preredom plastičnih masa, proizvodnjom PE folije i sličnih materijala.[nedostaje izvor]

## Spomenici i znamenitosti

### Župna crkva Rođenja Bl. Djevice Marije u Novoj Kapeli
Gradnja crkve započela je 1773., a već je u rujnu 1774. bila dovršena. Na blagdan Imena Marijina, 12. rujna 1774., uz sudjelovanje mnoštva vjernika s pjesmom i u svečanoj procesiji prenesen je čudotvorni kip iz stare župne crkve na Dubovcu u novu župnu crkvu i postavljen na glavni oltar. Župna crkva je jednobrodna barokna građevina sa zaobljenim svetištem iznutra i s bogato raščlanjenim pročeljem izvana iz kojega se izdiže veliki zvonik.

## Obrazovanje
U Batrini nalazi se Osnovna škola "Antun Mihanović" u sklopu koje, u okolnim selima, djeluje i sedam područnih škola.
Već nekoliko godina u Novoj Kapeli postoji i glazbena škola u kojoj učenici uče svirati glasovir i flautu predvođeni trima profesoricama klavira. U Osnovnoj školi također djeluje tamburaški orkestar pod vodstvom Krunoslava Dražića, koji ujedno vodi i TS „Lipa”.
- Radio klub Željko Vidović Roky

Još 1970. jedan od osnivača kluba Josip Starčević-Joco predlaže osnivanje radio kluba u mjestu Nova Kapela. Prve operatore sekcija dobiva 1981. godine. Od tada do danas na razne načine vodi radio amaterski klub 9A1CGK koji danas nosi ime „Željko Vidović - Roky” nazvan po radio-amateru članu kluba, dragovoljcu Domovinskog rata poginulom s radio amaterskom stanicom od snajperskog hitca u Medarima u jesen 1991. Sudjeluju na Đakovačkim vezovima, Vinkovačkim jesenima i dr.

## Kultura
Na području Općine Nova Kapela djeluju dva kulturno-umjetnička društva - KUD „Šokadija” iz Batrine te KUD „Radinje” iz Siča. Od 2006. godine djeluje i mladi tamburaški sastav „Lipa” iz Batrine.

## Šport
U Općini Nova Kapela djeluju ovi nogometni klubovi:
- Slavonac, Nova Kapela
- Batrina, Batrina
- Graničar, Magić Mala
- Trenk, Seoce
- Krečar, Srednji Lipovac
- Orljava, Dragovci

- ŠN „Batrina”, Batrina(škola nogometa)

Uz nogometne klubove djeluju i:
- Školsko-športsko društvo Polet
- Športsko-ribolovna udruga Štuka, Nova Kapela[7]
- Lovačko društvo Fazan Siče
- Lovačko društvo Kuna, Batrina
- Lovačko društvo Babja gora, Nova Kapela
- Dobrovoljno Vatrogasno Društvo „Nova Kapela - Batrina”

## Poznate osobe
- Ivanka Brađašević - književnica
- Emil Glad - glumac

## Vanjske poveznice
- Službene stranice